# Santa Cruz (Cabimas)
Santa Cruz es un sector de la ciudad de Cabimas en el estado Zulia (Venezuela), pertenece a la parroquia Jorge Hernández. Recibe su nombre en honor a la tradición de la cruz de mayo.
Se encuentra ubicado entre los sectores La Gloria al norte y al oeste (Av Intercomunal), El Carmen al este (calle Oriental) y Santa Clara al sur (calle San Mateo).
Luego del reventón del pozo Barroso II (R4) en 1922, llegaron inmigrantes del estado Falcón, estableciéndose en campamentos improvisados en los alrededores del pozo, uno de estos sectores paso a llamarse Santa Cruz.
Santa Cruz se encuentra cerca de la intersección conocida como las 5 bocas.
Las líneas de autos por puesto Corito y El Lucero pasan por la Av Intercomunal y la calle Oriental.